# Съюз на българските студенти от Македония
Съюзът на българските студенти от Македония е студентска организация, създадена от български студенти от Вардарска и Егейска Македония в Софийския университет „Свети Климент Охридски“ в 1913 година. Организацията има за цел разясняването сред българското и чуждестранно студентство за положението на българите в Македония, чиито части са под сръбска и гръцка власт след Междусъюзническата война.
Съюзът престава да съществува с намесата на България в Първата световна война.